# 東経97度線
東経97度線（とうけい97どせん）は、本初子午線面から東へ97度の角度を成す経線である。北極点から北極海、アジア、インド洋、南極海、南極大陸を通過して南極点までを結ぶ。東経97度線は西経83度線と共に大円を形成する。

## 通過する国・地点
東経97度線は、北極点から南極点まで南に向かって以下の場所を通っている。
| 地理座標                                             | 国土・領土・領海 | 備考 |
| ---------------------------------------------------- | ---------------- | --- |
| 北緯90度0分 東経97度0分 / 北緯90.000度 東経97.000度  | 北極海           | |
| 北緯80度53分 東経97度0分 / 北緯80.883度 東経97.000度 | ロシア           | コムソモレツ島及び十月革命島（セヴェルナヤ・ゼムリャ諸島）                                                                               |
| 北緯78度56分 東経97度0分 / 北緯78.933度 東経97.000度 | カラ海           | |
| 北緯76度19分 東経97度0分 / 北緯76.317度 東経97.000度 | ロシア           | ノルデンショルド列島（英語版）及び本土                                                                                                   |
| 北緯49度55分 東経97度0分 / 北緯49.917度 東経97.000度 | モンゴル         | |
| 北緯42度44分 東経97度0分 / 北緯42.733度 東経97.000度 | 中華人民共和国   | 甘粛省 青海省 チベット自治区 |
| 北緯28度19分 東経97度0分 / 北緯28.317度 東経97.000度 | インド           | アルナーチャル・プラデーシュ州 - 中華人民共和国が部分的に領有権を主張している。                                                          |
| 北緯27度42分 東経97度0分 / 北緯27.700度 東経97.000度 | ミャンマー       | |
| 北緯27度19分 東経97度0分 / 北緯27.317度 東経97.000度 | インド           | アルナーチャル・プラデーシュ州 - 約19km                                                                                                  |
| 北緯27度8分 東経97度0分 / 北緯27.133度 東経97.000度  | ミャンマー       | |
| 北緯17度16分 東経97度0分 / 北緯17.267度 東経97.000度 | インド洋         | アンダマン海 |
| 北緯5度15分 東経97度0分 / 北緯5.250度 東経97.000度   | インドネシア     | ジャワ島 |
| 北緯3度33分 東経97度0分 / 北緯3.550度 東経97.000度   | インド洋         | バニャク諸島（英語版）（ インドネシア）のちょうど西を通過。 ニアス島（ インドネシア）のちょうど西を通過。 ココス諸島のちょうど東を通過。 |
| 南緯60度0分 東経97度0分 / 南緯60.000度 東経97.000度  | 南極海           | |
| 南緯65度10分 東経97度0分 / 南緯65.167度 東経97.000度 | 南極大陸         | オーストラリア南極領土 - オーストラリアが領有権主張                                                                                      |